# Corollospora indica
Corollospora indica är en svampart som beskrevs av Prasannarai, Ananda & K.R. Sridhar 2000. Corollospora indica ingår i släktet Corollospora och familjen Halosphaeriaceae.   Inga underarter finns listade i Catalogue of Life.